# Jin Xiaomei
Jin Xiaomei (chinesisch 晉小梅 / 晋小梅, Pinyin Jìn Xiǎoméi; * 1. Januar 1983 in Weifang) ist eine ehemalige chinesische Fußballspielerin.

## Karriere
Mit der chinesischen A-Nationalmannschaft nahm sie an den Olympischen Spielen 2004 teil und kam hier zu zwei Einsätzen. Weitere Spiele für die Nationalmannschaft sind von ihr nicht bekannt.